# Distrito de Pucalá

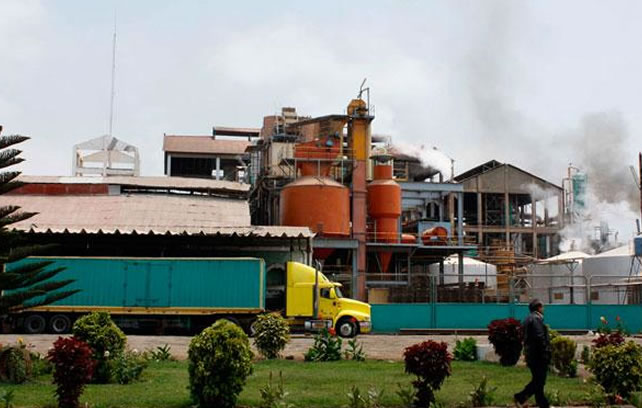
Fábrica de Agropucalá.

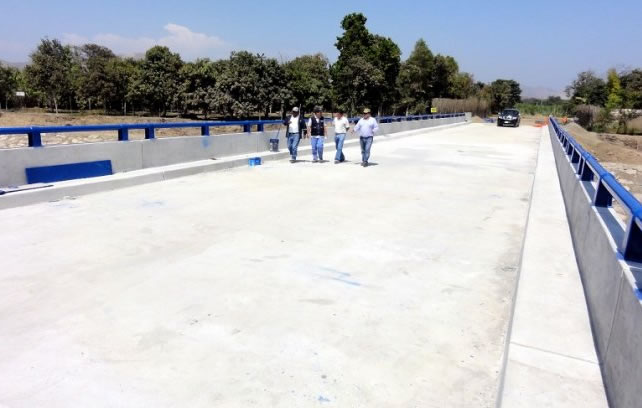
Puente de Pucalá.

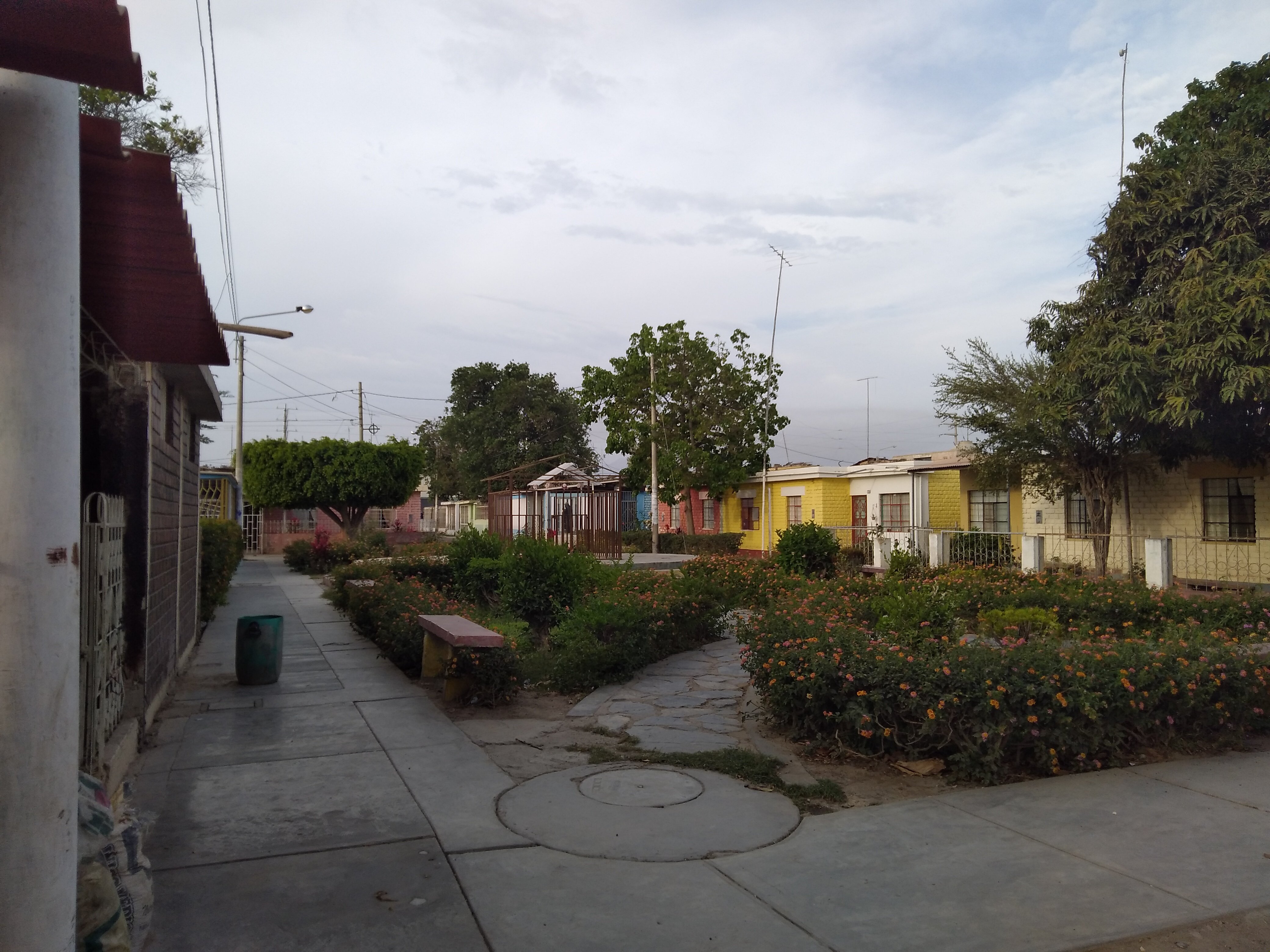
Barrio en Pucalá.

El Distrito de Pucalá es uno de los veinte distritos que conforman la provincia de Chiclayo en el departamento de Lambayeque, en norte del Perú. La capital del distrito es la localidad de  el distrito está administrado por la Municipalidad Distrital de Pucalá.
Limita al norte con los distritos de Pátapo y Chongoyape; al este con el distrito de Oyotún, al sur con los distritos de Saña y Cayaltí; y al oeste con el distrito de Tumán.

## Historia
El distrito fue creado mediante Ley n.º 26921 del 29 de enero de 1998, durante el segundo periodo de gobierno del Presidente Alberto Fujimori. Según la Dirección General de Reforma Agraria y Asentamiento Rural, consideró los límites siguientes:
- Norte : Con el predio Batangrande, la Hacienda Tabacal y el río Chancay.
- Sur : Con el río Reque y la Playa de Casquef (ubicada en Pampagrande)
- Este : Con las Haciendas Tabacal y La Ramada
- Oeste : Con los pueblos de Tumán, Fanupe, Batangrande, Luya y el Palmo.

## Geografía
El distrito de Pucalá está situado en la parte norte de la costa peruana, al este de la provincia de Chiclayo; exactamente a 30.1 kilómetros de esta ciudad y a 800,1 kilómetros de la ciudad de Lima, la capital del Perú.
Sus coordenadas geográficas son 6° 35´ a 6° 48´ latitud sur y de 79° 21´ a 79° 41' latitud oeste.

### Hidrología
Pucalá está ubicado en la cuenca del río Chancay, cuyas aguas torrentosas, serpenteantes se dirigen por las caprichosas quebradas andinas hasta llegar como un inmigrante más a la costa peruana, para bañar los cultivos y valles norteños.

### Clima
El distrito de Pucalá presenta características de desierto subtropical con presencia de sol durante casi todo el año. La temperatura media anual es entre 24 y 30 grados centígrados y en invierno baja hasta los 17 °C.
Precisamente, su clima y otras condiciones naturales existentes en esta parte del Perú, favorecen notablemente la siembra y cultivo de caña de azúcar y otros productos.
Pucalá se encuentra a una altitud de 108 m s. n. m.

### Relieve
Sus suelos presentan una topografía plana, predominando una pendiente de cinco por mil. Sus suelos contienen un alto porcentaje de materia orgánica, que contribuye al óptimo crecimiento de las plantaciones de caña de azúcar y otros productos agrícolas. La superficie de Pucalá es de 175 km².

### Recursos naturales
Su principal fuente de trabajo es la agricultura específicamente el cultivo de la caña de azúcar; para los años sesenta del siglo XX fue una de las industrias azucareras más pujantes del departamento.

## Demografía
Según el censo del 2017 cuenta con una población de 8 701 habitantes y se estima que para el 2023 sea de 9 136.

### Centros poblados

#### Urbanos
- Pucalá (6 559 hab.)[5]
- Pachérrez (737 hab.)

#### Rurales
- Collique Alto (444 hab.)
- Caballo Blanco (236 hab.)
- Santa Rosa (175 hab.)
- Arbulu (159 hab.)
- Campo Boris (124 hab.)

#### Caseríos
- Huaca Piedra (56 hab.)
- Cerro La Abeja (54 hab.)
- Huaca China (40 hab.)
- Nueva Inmaculada (35 hab.)
- Puente Colgante (33 hab.)

## Vías de acceso
La vía terrestre de acceso al distrito de Pucalá y a la Empresa Agro Pucalá S.A.A. está conectada a todas las ciudades el norte y sur del país por la carretera panamericana, teniendo también acceso a la sierra y selva peruana.
A 30.1 kilómetros está la ciudad de Chiclayo, se encuentra el Aeropuerto Internacional "José Abelardo Quiñones Gonzáles", desde donde se puede desplazar a diferentes puntos del país y el extranjero.

## Autoridades

### Municipales
- 2019 - 2022[6]
  - Alcalde: José Francisco Estela Campos (Partido aprista peruano)
  - Regidores:
- Rosalila Llerena Dávila (Partido aprista peruano)
  1. Sánchez terrones Deomergis (Partido aprista peruano)
  2. Arrascue Arica Irma Beatriz (partido aprista peruano)
  3. Samamé Uceda Carlos Alexis (Partido aprista peruano)
  4. Rivera Rojas Jorge Maulin (Partido Aprista Peruano)

```
  Sanchez Mora Manuel Eduardo (Partido aprista peruano)
  Carmona Pupuche Doris
```

Alcaldes anteriores
- 2015-2018:[7] Pascual Henry Sánchez Sánchez, del Partido Restauración Nacional (RN).
- 2011 - 2014: José Francisco Estela Campos, del Partido Aprista Peruano (PAP) .[8]
- 2007 - 2010: Luis Alberto Gonzáles Quintana.

Administrador de Agro Pucala de AgroPucala
- Marcos Bustamante Delgado[6] y Juan Núñez Cabrera[7]
- Jorge Hernán Atoche Pacherres [9]
- Pablo Gutiérrez Carmona, Roberto Campos Valle y Ricardo Pereira Silva
- Yolanda Pérez Arrascue y Paulina Consuelo Ventura Zapata

- Luis Alberto Dávila Dávila
- Ernesto Flores Vílchez[3] [10]

### Policiales
- Comisaría 
  - Comisarioː Capitán PNP Manuel Valdivia Pacheco.[9]

## Ubicación geográfica
|                          | Norte: Distrito de Pátapo y Distrito de Chongoyape |                          |
| Oeste: Distrito de Tumán |                                                    | Este: Distrito de Oyotún |
|                          | Sur: Distrito de Saña y Distrito de Cayaltí        |                          |